# Carmen Palau
Carmen Palau (Buenos Aires, 1939-ibídem, 15 de marzo de 1993) fue una actriz de radio y teatro argentina.

## Carrera
Actriz teatral de raza, Carmen Palau, desarrolló su notable carrera junto a su hermana, la joven actriz cinematográfica, Yaya Palau. Brilló en el escenario en la década de 1930 al integrar la  Compañía dramática Laserre  junto a primeras figuras como Delia Escalada, Amalia Bozán, Hugo Melián, Armando Schiavi, Alberto Spina, Benjamín Irusta y Pepito Lettra.
En 1958 integra la «Compañía de Comedia Luis Arata» con quien hace la obra El gorro de cascabel, estrenada en el Teatro Montevideo, con un importante elenco que incluía a Carmen Llambí, Berta Gangloff, José María Fra, Beatriz Villamajo, Iván Grondona y Pepita Méndez. Con esta compañía también presentó la obra  Monsieur Gastón, de Tálice y Montame.
En radio actuó en un radioteatro Los jazmines del 80  protagonizada por Pascual Pelliciotta, Eva Duarte, Lita Senén, Marcos Zucker, Ada Pampín, Marta Tamar y Francisco de Paula, entre otros.